# Nils Holmer
Nils Magnus Holmer, född 5 februari 1904 i Göteborg, död 10 juni 1994 i Vollsjö församling, var en svensk lingvist och professor i jämförande språkvetenskap vid Lunds universitet mellan åren 1949 och 1969.

## Biografi
Holmer föddes i Göteborg 1904 som son till baningenjören Lars Magnus Holmer (f. 1865) och folkskolläraren Anna Vilhelmina Lindström (f. 1868). När Holmer var fem år flyttade familjen till Kalmar där fadern fick arbete som baningenjör. Redan som barn tycks han ha varit språkintresserad, och han brukade läsa och dechiffrera främmande språk på varor och skepp som anlände i Kalmar hamn.
Holmer studerade ursprungligen ryska vid Lunds universitet, och blev intresserad av indoeuropeiska språk. Ursprungligen var han mest intresserad av slaviska språk och tog sin kandidatexamen i ryska 1925. Under denna tid översatte han Ivan Turgenjevs Fäder och söner från ryska till svenska. Under åren 1928–1929 var han gäststudent i Prag för att studera tjeckiska, men började i stället studera keltiska språk, vilket senare kom att bli hans specialområde. 1932 blev han fil. lic. i Lunds universitet med ett arbete om iriska.
Under 1930-talet bedrev han fältarbete i både skotsk gaeliska och iriska dialekter. Efter att ha varit på norra Irland, deltog han Carl Marstranders expedition till Skottland i slutet av 1930-talet, då han beskrev de gaeliska dialekterna i i synnerhet Argyll. Detta ledde till bland annat två böcker om dialekterna på Arran och i Kintyre. I många områden var gaeliskan på utdöende, och i slutet av 1930-talet dokumenterade han dialekten hos den sista generationen gaelisktalare i Cowal och centrala Argyll. Han bedrev även fältarbete på Irland och dokumenterade iriska dialekter i grevskapen Clare och Antrim samt på Rathlin.
Under andra världskriget kunde han inte vistas utomlands, utan återvände till Sverige början av 1940-talet för att bli docent i keltiska språk med jämförande indoeuropeisk språkforskning vid Uppsala universitet 1941. I slutet av 1940-talet utlyste Lunds universitet två professurer, en i fonetik och en i jämförande språkforskning. Den förra gick till Bertil Malmberg, och den senare till Holmer som innehade den fram till pensionen 1969.
Efter andra världskriget kom Holmer att bli intresserad av språk i Nordamerika och Sydamerika samtidigt som han fortsatte arbeta med iriska. Han åkte på två forskningsresor tillsammans med etnografen Henry Wassén. Den första resan gick till Panama 1947 där han arbetade med språket kuna, och den andra till Colombia 1955 där han arbetade med chocó.
1948 åkte han till delstaterna New York och Ontario i USA och arbetade med seneca, ett irokesiskt språk, och med ojibwe, ett algonkinspråk. Under den här tiden kom han också att bli intresserad av baskiska, och kom under ett sabbatsår att arbeta med baskiska dialekter. Baskiska kom att bli ett av hans större intressen.
1964 började han vid 60 års ålder bedriva fältarbete i australiska språk efter en tids brevkorrespondens med australianisten Arthur Capell, och han åkte till New South Wales och dokumenterade språken kutthung, dungutti och bundjalung. Hans fru Vanja E. Holmer var med på delar av resan och är medförfattare till en av böckerna om australiska språk. Han kom även att återvända till Australien efter sin pensionering 1969, närmare bestämt till Queensland där han dokumenterade ett stort antal språk beroende på vilka talare han träffade. Efter att ha gått i pension återvände han till Argyll och samlade in data vid Loch Etive under 1970-talet. Under 80-talet drog han sig undan för att analysera det material han samlat in under sin livstid, och ett av hans sista större arbeten var Linguistic survey of south-eastern Queensland (1983).

## Eftermäle
Holmer kom att bli mer känd utomlands än han var i Skandinavien där fältarbete länge spelade en liten roll i språkforskningen. Han ägnade hela sitt liv till fältarbete och språkdokumentation och beskrivs i boken The History of Linguistics in the Nordic Countries (2000) som en skicklig fältlingvist som var innovativ i sitt bruk av noggrann fonetisk notation.  Han är en av få lingvister i Norden som har publicerat tre artiklar i tidskriften Language, och är även känd för sin stora språkliga bredd, både geografiskt och sett till släktskap. Han var förmodligen den första personen från Norden att arbeta med australiska språk, även om etnografen Yngve Laurell hade gjort vissa mindre språkliga beskrivningar i Australien.
Som grammatisk typolog var Holmer intresserad av en klassificering av språk såsom prefigerande (som främst nyttjar prefix) eller suffigerande (som främst nyttjar suffix). Han använde denna klassificering för att kategorisera språk i Nordamerika och i Eurasien, och senare även för Australien.
I en artikel av språkvetarna William B. McGregor och Matti Miestamo beskriver de Holmers forskningsinsatser inom australiska språk från 1960-talet och framåt. De beskriver honom som en typisk dåtida fältarbetare som gjorde mindre överblicksbeskrivningar av ett stort antal språk. Hans större tidiga arbeten såsom boken On the history and structure of the Australian languages från 1963 var viktiga för sin tid, men hans senare publikationer framåt slutet av 80-talet kritiserades bland annat av Luise Hercus och Robert M. W. Dixon för att vara alltför korta och överblickande utan djupare analys, och för att inte citera annan forskning som hade kommit till under 70- och 80-talen. Störst betydelse i dag av hans arbete i Australien har hans beskrivningar av dungutti, kitthung och somliga språk i Queensland.
Han publicerade runt 100 vetenskapliga skrifter, bland annat utkast till grammatiska beskrivningar, typologiska jämförelser, semantiska och etymologiska uppsatser, undersökningar om språks släktskap och textsamlingar. Som praktisk lingvist kom han att samla in en stor mängd data som han använde till sina hypoteser, men han publicerade även artiklar om språk han inte hade dokumenterat själv, t.ex. māori och andra austronesiska språk, och kamoro, ett papuanskt språk.